# بانک اچ‌اس‌بی‌سی چین
بانک اچ‌اس‌بی‌سی چین (汇丰中国) شرکت خدمات مالی و بانکداری چینی است، که در سال ۲۰۰۷ تأسیس شد.